# Кісінамі
«Кішінамі» (Kishinami, яп. 岸波) — ескадрений міноносець Імперського флоту Японії типу «Югумо», який взяв участь у Другій світовій війні.

## Історія створення
Корабель був закладений 29 серпня 1942 року на верфі «Uraga Dock». Спущений на воду 19 серпня 1943 року, вступив у стрій 3 грудня того ж року.

## Історія служби
Майже три місяці після завершення «Кішінамі» провів у водах Японського архіпелагу, при цьому з 3 по 7 лютого 1944-го він виходив для супроводу пошкодженого ескортного авіаносця «Унйо», який здійснював перехід з Сайпану в умовах сильного шторму. 10 лютого «Кішінамі» включили до 31-ї дивізії ескадрених міноносців.
26 лютого — 8 березня 1944 есмінець супроводив конвой з військами з Уджини (північно-східне узбережжя Кюшю) до Сайпану та Гуаму (Маріанські острови). 29 лютого «Кішінамі» разом з есмінцями «Асасімо» та «Окінамі» взяв участь у полюванні на підводний човен «Траут», яке завершилось загибеллю цієї субмарини (втім, перед цим «Траут» встиг торпедувати транспорт, разом з яким загинуло 2,5 тисячі військовослужбовців). 16 березня «Кішінамі» повернувся до Японії.
З 20 березня по 19 квітня 1944-го есмінець супроводив конвої по маршруту Йокосука — атол Трук (тут, у центральній частині Каролінських островів, до лютого 1944-го була головна база японського ВМФ у Океанії) — Сайпан — Таракан та Балікпапан (центри нафтовидобутку на сході Борнео). 29 квітня — 1 травня «Кішінамі» перейшов з Балікпапану в районі Сінгапуру до якірної стоянки Лінгга, на якій перебували головні сили японського флоту (дії підводних човнів на комунікаціях вкрай ускладнювали доставлення палива до Японії та призвели до рішення базувати кораблі у Південно-Східній Азії поблизу від районів нафтовидобутку).
12–15 травня 1944-го «Кішінамі» взяв участь у супроводі флоту з Лінгга до Таві-Таві (у філіппінському архіпелазі Сулу поряд з нафтовидобувними районами острова Борнео). На той час японське командування очікувало неминучої ворожої атаки на головний оборонний периметр імперії (Маріанські острови — Палау — західна частина Нової Гвінеї) і перебазувало головні сили ближче до місця майбутніх подій. 12 червня американці розпочали операцію з оволодіння Маріанськими островами й невдовзі головні сили японського флоту вийшли з Таві-Таві для контратаки, при цьому «Кішінамі» разом з 6 іншими есмінцями і легким крейсером забезпечував охорону «загону C», основну силу якого становили лінкори та важкі крейсери. 19—20 червня японці зазнали важкої поразки в битві у Філіппінському морі, а за кілька діб японський флот прибув до метрополії.
8–16 липня 1944-го «Кішінамі» взяв участь у ескортуванні основних сил флоту з Куре до Лінгга, де перебував наступні 3 місяці.
У середині жовтня 1944-го союзники розпочали операцію на Філіппінах і 18 жовтня головні сили японського флоту полишили Лінгга. Вони пройшли через Бруней, після чого розділились на два з'єднання. «Кішінамі» увійшов до ескорту головних сил адмірала Куріти, які мали прямувати через північну частину внутрішніх морів Філіппін. 23 жовтня ще на шляху туди, біля західного узбережжя острова Палаван, американські підводні човни потопили 2 та пошкодили 1 важкий крейсер. «Кішінамі» підібрав понад п'ять сотень моряків з крейсера «Атаго» та передав їх на лінкор «Ямато». 24 жовтня під потужними ударами американської авіації японські кораблі пройшли через море Сібуян, при цьому «Кішінамі» зазнав незначних пошкоджень від близьких вибухів та обстрілу з літаків. Тієї ж доби він дістав наказ супроводжувати пошкоджений важкий крейсер «Мьоко», разом з яким 27 жовтня прибув до Корону (східне завершення архіпелагу Палаван), а 29 жовтня досягнув Брунею. При цьому під час переходу 28 жовтня він зачепив риф, унаслідок чого максимальна швидкість корабля впала до 12 вузлів. 30 жовтня — 3 листопада «Кішінамі» супроводив «Мьоко» до Сінгапуру, де пройшов доковий ремонт.

### Загибель
26 листопада — 1 грудня 1944-го «Кішінамі» разом з кількома іншими кораблями супроводив танкер «Хакко-Мару» з Сінгапуру до Маніли. 2 грудня вони рушили назад, а 4 грудня за п'ять сотень кілометрів на південний захід від виходу з Манільської бухти підводний човен «Флешер» торпедував та потопив «Кішінамі» («Хако-Мару» також був уражений та пізніше затонув). На есмінці загинуло 90 членів екіпажу, тоді як ще 150 моряків підібрали мінний загороджувач «Юрісіма» та фрегат CD-17.